# Rosiwka (Berdjansk)
Der ukrainische Ort Rosiwka (ukrainisch Розівка) geht auf das russlandmennonitische Dorf Rudnerweide zurück.

## Rudnerweide
Der Ort wurde 1820 als eine von acht Siedlungen am östlichen Rand der Kolonie Molotschna gegründet. Die Siedler gehörten mehrheitlich einer friesischen Mennonitengemeinde in Rudnerweide in Westpreußen an, dem heutigen Rudniki im Powiat Kwidzyński. Der Ort wurde am südöstlichen Ufer des Sassikulak angelegt, eines Zustroms des Juschanlee. Anfangs siedelten hier 24 Familien, dann kamen 1826 neun weitere hinzu. 1822 wurde mit finanzieller Hilfe von Zar Alexander I. eine Kirche erbaut. Es gab auch eine Dorfschule, eine Essigdestillation und Brauerei. Im Jahre 1909 wohnten hier 698 Menschen, es gab zwei Windmühlen, eine motorisierte Getreidemühle, eine Ziegelei und eine Holzverarbeitung. Während des Ersten Weltkriegs wurde der Ort in Rosowka umbenannt. Der Ort wurde kollektiviert, wobei sich das Zentrum der Kolchose in Großweide befand. Heute sind nur einige Häuser am südlichen Dorfrand erhalten.

## Kirche
Die Kirche stand in der Tradition der preußischen Bethäuser. Im Inneren trugen hölzerne Pfeiler die Empore. Kanzel und Podium waren an der Längswand angeordnet, Prediger und Diakone saßen auf der einen und Vorsänger auf der anderen Seite der Kanzel. Die Fenster mit Läden waren eher klein dimensioniert, außer vier größeren Fenstern hinter der Kanzel. 1933 wurde die Kirche geschlossen und als Gemeinschaftsraum genutzt, 1940 wurde der Bau abgerissen.